# 쓰루우치촌
쓰루우치촌(일본어: 弦打村)은 일본 가가와현 가가와군에 설치되었던 촌이다. 현재의 다카마쓰시에 해당한다.

## 역사
- 1890년 2월 15일 -정촌제 시행에 의해 쓰루우치촌, 이다촌, 고토촌이 합병해 쓰루우치촌이 성립하였다.
- 1956년 9월 30일 - 다카마쓰시에 편입, 동일 쓰루우치촌은 폐지되었다.

## 쓰루우치촌을 무대로한 작품
- 기쿠치 간 (의민심병위)（전문）

## 인구
| \| 1920년（다이쇼9년） \| 3,007명 \| \| \| 1925년（다이쇼14년） \| 3,066명 \| \| \| 1930년（쇼와5년） \| 3,229명 \| \| \| 1935년（쇼와10년） \| 3,265명 \| \| \| 1940년（쇼와15년） \| 3,148명 \| \| \| 1947년（쇼와22년） \| 4,414명 \| \| \| 1950년（쇼와25년） \| 4,547명 \| \| \| 1955년（쇼와30년） \| 4,550명 \| \| |         |  |
| 총무성 통계국 / 인구조사(1955년)） |         |  |
| 1920년（다이쇼9년） | 3,007명 |  |
| 1925년（다이쇼14년） | 3,066명 |  |
| 1930년（쇼와5년） | 3,229명 |  |
| 1935년（쇼와10년） | 3,265명 |  |
| 1940년（쇼와15년） | 3,148명 |  |
| 1947년（쇼와22년） | 4,414명 |  |
| 1950년（쇼와25년） | 4,547명 |  |
| 1955년（쇼와30년） | 4,550명 |  |

## 참고 문헌
- 角川日本地名大辞典編纂委員会, 『角川日本地名大辞典 43 香川県』, 1985, 角川書店
- 四国新聞社 編『香川年鑑』 昭和31年、四国新聞社、高松市、1955年12月15日。 NCID BB10788678。OCLC 52393151。